# La famiglia Perez
La famiglia Perez (The Perez Family) è un film del 1995 diretto da Mira Nair, tratto da un romanzo di Christine Bell.

## Trama
Nel tentativo di trovare uno sponsor, necessario per avere un permesso di soggiorno negli Stati Uniti, l'ex prostituta cubana Dottie Perez, sfruttando un errore dell'ufficio immigrazione di Miami e la grande diffusione tra gli emigrati cubani del cognome Perez, cerca di costruirsi una famiglia a tavolino: dapprima un marito, Juan Raul Perez, un uomo che dopo vent'anni di carcere per motivi politici a l'Avana, è emigrato negli USA per ritrovare la vera moglie, Carmela, e la figlia Teresa. In seguito, Dottie aggiunge alla sua finta famiglia un nonno, Armando, e un figlio, Felipe. Nel frattempo, Carmela Perez, la vera moglie di Juan Raul, inizia una storia d'amore con l'agente FBI John Pirelli.